# Огороднє
Огоро́днє — село Мангушської селищної громади Маріупольського району Донецької області.

## Загальні відомості
Огороднє знаходиться за 132 км від обласного центра Донецька. Відстань до центру громади становить близько 10 км і проходить автошляхом місцевого значення.

## Населення
За даними перепису 2001 року населення села становило 114 осіб, із них 1,75 % зазначили рідною мову українську та 98,25 % — російську.